# Exotoxin
Az exotoxin a baktériumtoxinok egyik csoportja; egyes baktériumok rendkívül mérgező kiválasztási terméke.
A kórokozó baktériumok leghatásosabb virulencia tényezői a toxinok. Megkülönböztetünk endo- és exotoxinokat. Az exotoxinokat további három csoportra oszthatjuk: neurotoxinok (idegrendszerre ható), citotoxinok (sejtekre ható), enterotoxinok (bélrendszer működésére ható).
A legtöbb exotoxin a baktériumok által kiválasztott, nagy molekulatömegű fehérje, különlegesen stabil, igen erős méreganyag, amely a baktériumtenyészet sejtmentes szűrletében is megtalálható. A toxin által kiváltott méreghatás arányos a felvett exotoxin mennyiségével. Az exotoxinok fehérjejellegük miatt hőhatásra inaktiválódnak (hatásukat vesztik), néhány kivételtől eltekintve, például Staphylococcus aureus enterotoxinja. Erős antigének, inaktivált állapotban toxoiddá alakíthatók, így mérgező jellegük megszűnik, de antigén hatásuk megmarad. A toxinok többsége nagyon hatásos, már igen kis mennyiségben mérgező. Például a legerősebb ismert toxin a Clostridium botulinum által termelt botulin neurotoxin egy grammja egy millió ember halálát okozhatja.